# Вал Логсден Фітч
Вал Логсден Фітч (англ. Val Logsdon Fitch; 10 березня, 1923 — 5 лютого 2015) — американський фізик, лауреат Нобелівської премії з фізики 1980 року «За відкриття порушень фундаментальних принципів симетрії у розпаді нейтральних K-мезонів» спільно з Джеймсом Вотсоном Кроніним. Підписав «Попередження вчених людству» (1992).